# Steve Robertson (Manager)
Steve Robertson (* 4. Juli 1964 in Hackney, England) ist ein englischer Manager im Motorsport und war als Rennfahrer in verschiedenen Meisterschaften am Start. 1994 gewann er die Rennserie Indy Lights.

## Karriere als Rennfahrer
Robertson war drei Jahre Rennfahrer in der britischen Formel-3-Serie, 1990 erreichte er den dritten Platz in der Meisterschaft. In der Saison 1993 startete er in der Internationalen Formel 3000, konnte aber nicht in die Punkteränge fahren. 1994 gewann er die Indy-Lights-Meisterschaft, er fuhr in sieben Rennen in den beiden Jahren, in denen er antrat, als erster über die Ziellinie. Neben David Empringham blieb er der einzige Meister dieser Meisterschaft, der nicht in den Champ-Car-Rennen antrat.
1996 trat er in einem Ford Mondeo Werkswagen in der British Touring Car Championship an, der Wagen war jedoch den Ansprüchen nicht gewachsen und so blieb Robertson erfolglos in dieser Serie. Im ersten Rennen dieser Rennsaison in Donington Park drehte er sich auf der Piste so, dass sein Teamkollege Paul Radisich einen Zusammenstoß nicht mehr vermeiden konnte.

## Motorsport-Manager
Nach seiner aktiven Karriere begann er zusammen mit seinem Vater Dave Robertson († 2014), junge Fahrer zu managen. Jenson Button konnten sie in die Formel 1 führen und übernahmen dann das Management des jungen Kimi Räikkönen. Er startete zuerst in Großbritannien in der Formel Renault und stieg dann im Folgejahr für das Sauber-Team in ein Formel-1-Cockpit.
Im November 2004 gründete Steve Robertson zusammen mit dem finnischen Rennfahrer ein eigenes Team in der Britischen Formel 3, Räikkönen-Robertson-Racing, kurz RRR oder doublerracing. In der zweiten Saison, im Jahr 2006, konnte das Team RRR mit dem Fahrer britischen Fahrer Mike Conway diese Meisterschaft gewinnen.